# Inferno Triathlon
Der Inferno Triathlon ist ein Triathlon, der seit 1998 im August im Berner Oberland ausgetragen wird. Im Vergleich zu vielen anderen Triathlon-Veranstaltungen wird die nötige Infrastruktur nicht an einem zentralen Punkt bereitgestellt, sondern Start, Wechselzone und Ziel befinden sich an verschiedenen Orten. Mit 5500 Steigungsmetern auf einer Strecke von 155 km ist er sehr anspruchsvoll.

## Organisation
Start des Triathlons ist in Thun, Wechselzonen sind in Oberhofen, Grindelwald und Stechelberg, das Ziel ist auf dem Schilthorn, der Start des Halbmarathons ist in Lauterbrunnen und das Athletendorf befindet sich in Mürren, das ebenfalls als Ziel der Team Trophy dient.
Beim Triathlon sind zunächst 3,1 km im Thunersee zu schwimmen, anschliessend 97 km mit dem Rennrad sowie 30 km mit dem Mountainbike zu absolvieren. Den Abschluss bildet ein Berglauf über 25 km. Neben dem eigentlichen Triathlon werden weitere etwas weniger anspruchsvolle Disziplinen angeboten.

## Geschichte
Der Inferno Triathlon ist aus dem Inferno-Berglauf, der bereits seit mehreren Jahren durchgeführt wurde, entstanden. Im Frühling 1997 trafen sich die Berglauf Organisatoren mit Vertretern der Schilthornbahn, um die Veranstaltung weiterzuentwickeln. Daraufhin wurde der Berglauf mit einer Bike- und einer Schwimmstrecke ergänzt und so zu einem Triathlon ausgebaut. Es wurde ein Geschäftsführer mit Triathlon-Knowhow gefunden, ein Organisationskomitee formte sich und ein Verein wurde gegründet.
Bei vorgängigen Streckentests mit erfahrenen Triathleten war nicht klar, ob der Inferno Triathlon mit 5500 m Steigung überhaupt zu bewältigen sei. Am 22. August 1998, nach 16 Monaten Vorbereitung durch die Organisatoren, starteten 87 Athleten im Strandbad Thun zum ersten Inferno Triathlon. Wegen Nebel, Kälte und Sturmwind musste das Ziel nach Mürren verlegt werden. Nur 16 Athleten konnten vorher noch das Schilthorn erreichen, die anderen 57 Teilnehmer beendeten den Wettkampf im Ziel Mürren. Vier weitere Austragungen mit nur 120 bis 150 Teilnehmern folgten, bis im Jahre 2003 der Durchbruch gelang: Zum ersten Mal waren die 250 Startplätze ausverkauft.
Im Jahre 2000 wurde der kürzere „infernino triathlon“ durch die „Team Trophy“ ersetzt.
Bei der ersten Austragung der Team Trophy starteten 67 Teams. Die Teilnehmerzahlen entwickelten sich in den folgenden Jahren positiv und im Jahre 2003 waren erstmals sämtliche 250 Startplätze ausgebucht.
2011 musste der Triathlon aufgrund ungünstiger Wetterbedingungen ohne die Schwimmdistanz ausgetragen werden. 2012 waren die 333 Startplätze ausverkauft.
2014 war der Triathlon wiederum ausverkauft – witterungsbedingt musste die Schwimmdisziplin aufgrund der kalten Wassertemperatur abgesagt werden. Als Ersatz gab es in Oberhofen eine Laufstrecke von 3 km. 2024 musste der für den 17. August geplante Triathlon aufgrund der Unwetter vom 12. August abgesagt werden.
2024 musste der für den 17. August geplante Triathlon infolge von Unwettern abgesagt werden.
Der erfolgreichster Teilnehmer beim Inferno Triathlon ist der Deutsche Marc Pschebizin – mit zehn Siegen, drei zweiten Plätzen und einem dritten Platz.

## Die Strecke
Schwimmen (3,1 km)

Thun – Oberhofen
Road Bike (97 km)

Oberhofen (562 Meter über Meer) – Sigriswil (810) – Beatenberg (1153) – Interlaken (563) – Meiringen (593) – Grosse Scheidegg (1962) – Grindelwald (943); Steigung 2145 m
Mountain Bike (30 km)

Grindelwald (943 Meter über Meer) – Kleine Scheidegg (2061) – Wengen (1275) – Lauterbrunnen (795) – Stechelberg (862); Steigung 1180 m
Berglauf (25 km)

Stechelberg (862 Meter über Meer) – Lauterbrunnen (795) – Mürren (1640) – Schilthorn (2970); Steigung 2175 m

## Disziplinen beim Inferno
Triathlon (Single)

Die Athleten absolvieren die gesamte Strecke selbständig.
Team Trophy

Die Team Trophy ist als Wettkampf für gut trainierte Freizeitsportler gedacht. Ein Team besteht aus vier Teilnehmern.
Couple-Team

Eine Subkategorie der Team Trophy. Ein Couple-Team besteht aus einem Mann und einer Frau, zwei Frauen oder zwei Männer. Beide absolvieren zwei der vier Disziplinen. Die Aufteilung der Disziplinen kann selbst gewählt werden.
Halbmarathon / Staffellauf

Der Berglauf über die Halbmarathondistanz ist mit über 2'000 Metern Steigung anspruchsvoll. Er zählt zur «SLV-Trophy». Der Inferno Halbmarathon und der Staffellauf ist nur für sehr gut trainierte und erfahrene Bergläufer empfehlenswert, mit widriger Witterung ist zu rechnen.
Mürren Fun-Triathlon

Dieser Wettbewerb über kürzere Distanzen ist für Kinder und Jugendliche, für Hobby-Triathleten und Einsteiger, für Begleitpersonen von Teilnehmern des Triathlons, sowie Feriengäste und Einheimische gedacht.

## Statistik

### Streckenrekorde
| Single Triathlon | Zeit     | Name / Nationalität      | im Jahr... |
| Männer:          | 08:34:27 | Stefan Riesen (CH)       | 2000       |
| Frauen:          | 09:31:04 | Lena Berlinger (D)       | 2018       |
|                  |          |                          |            |
| Team Trophy      |          |                          |            |
| Mixed-Team:      | 06:31:34 | www.bikeholiday.net (CH) | 2004       |
| Damen-Team:      | 07:57:31 | Praxamed-Team (CH)       | 2016       |
|                  |          |                          |            |
| Halbmarathon     |          |                          |            |
| Männer:          | 01:57:33 | Christoph Melcher (DE)   | 1997       |
| Frauen:          | 02:16:34 | Angela Mudre (GB)        | 2002       |

Die Schnellsten 2023
| Single Triathlon | Zeit     | Name / Nationalität                              |
| Männer:          | 08:51:32 | Samuel Hürzeler (CH)                             |
| Frauen:          | 09:52:50 | Petra Eggenschwiler (CH)                         |
|                  |          |                                                  |
| Team Trophy      |          |                                                  |
| Mixed-Team:      | 07:05:49 | Hulftegg Stafette 2 (CH)                         |
| Damen-Team:      | 08:40:24 | Hulftegg Staffete Frauen (CH)                    |
| Couple-Mixed:    | 07:56:01 | Alpha Racing Team meets BikeBox Racing Team (CH) |
| Couple-Damen:    | 09:04:02 | velociraptors (CH)                               |
| Couple-Herren:   | 07:21:17 | Höhenkranke Holländer (NL)                       |
|                  |          |                                                  |
| Halbmarathon     |          |                                                  |
| Männer:          | 02:06:20 | Clément Durance (FR)                             |
| Damen:           | 02:21:39 | Judith Wyder (CH)                                |

### Ergebnisse
| Datum/Jahr    | Männer               | Männer              | Männer            | Frauen                  | Frauen              | Frauen                |
| Datum/Jahr    | Erster Platz         | Zweiter Platz       | Dritter Platz     | Erster Platz            | Zweiter Platz       | Dritter Platz         |
| ------------- | -------------------- | ------------------- | ----------------- | ----------------------- | ------------------- | --------------------- |
| 15. Aug. 2025 |                      |                     |                   |                         |                     |                       |
| 19. Aug. 2023 | Samuel Hürzeler -8-  | Patrick Cometta     | Ramon Krebs       | Petra Eggenschwiler -4- | Alexandra Zürcher   | Barbara Bracher       |
| 20. Aug. 2022 | Jan van Berkel -2-   | Maximilian Krimeier | Urs Müller        | Petra Eggenschwiler -3- | Alexandra Zürcher   | Anna Eberhardt-Halász |
| 21. Aug. 2021 | Samuel Hürzeler -7-  | Stefan Graf         | Sami Götz         | Petra Eggenschwiler -2- | Barbara Bracher     | Alexandra Zürcher     |
| 17. Aug. 2019 | Samuel Hürzeler -6-  | Ramon Krebs         | Sami Götz         | Petra Eggenschwiler     | Alexandra Zürcher   | Sabine Stalder        |
| 18. Aug. 2018 | Samuel Hürzeler -5-  | Thomas Kaiser       | Micha Güdel       | Lena Berlinger          | Petra Eggenschwiler | Nina Brenn            |
| 19. Aug. 2017 | Samuel Hürzeler -4-  | Ramon Krebs         | Marc Pschebizin   | Nina Brenn -7-          | Petra Eggenschwiler | Ricarda Lisk          |
| 20. Aug. 2016 | Jan van Berkel       | Andreas Wolpert     | Michael Göhner    | Nina Brenn -6-          | Maya Chollet        | Verena Eisenbarth     |
| 22. Aug. 2015 | Samuel Hürzeler -3-  | Jan van Berkel      | Felix Schumann    | Nina Brenn -5-          | Barbara Schwarz     | Laurianna Plaçais     |
| 23. Aug. 2014 | Samuel Hürzeler -2-  | Dirk Pauling        | Felix Schumann    | Kathrin Müller          | Nina Brenn          | Barbara Schwarz       |
| 17. Aug. 2013 | Felix Schumann       | Samuel Hürzeler     | Ramon Krebs       | Sonja Gerster           | Nina Brenn          | Barbara Schwarz       |
| 18. Aug. 2012 | Marc Pschebizin -10- | Samuel Hürzeler     | Andreas Wolpert   | Andrea Huser -2-        | Barbara Bracher     | Barbara Schwarz       |
| 20. Aug. 2011 | Samuel Hürzeler      | Andreas Wolpert     | Marc Pschebizin   | Andrea Huser            | Nina Brenn          | Sonja Gerster         |
| 21. Aug. 2010 | Marc Pschebizin -9-  | Andreas Wolpert     | Samuel Hürzeler   | Nina Brenn -4-          | Barbara Bracher     | Sonja Gerster         |
| 2009          | Marc Pschebizin -8-  | Andreas Wolpert     | Mike Schifferle   | Nina Brenn -3-          | Andrea Huser        | Barbara Bracher       |
| 2008          | Olaf Sabatschus      | Marc Pschebizin     | Andreas Wolpert   | Nina Brenn -2-          | Andrea Huser        | Barbara Bracher       |
| 2007          | Marc Pschebizin -7-  | Andreas Wolpert     | Marti Reto        | Tine Grengs -3-         | Nina Brenn          | Ariane Gutknecht      |
| 2006          | Marc Pschebizin -6-  | Bruno von Flüe      | Konrad von Allmen | Tine Tretner -2-        | Andrea Huser        | Tina Schwarz          |
| 2005          | Marc Pschebizin -5-  | Patrick Wallimann   | Steven Beeler     | Nina Nüssli             | Tine Tretner        | Trix Zgraggen         |
| 2004          | Marc Pschebizin -4-  | Kaspar Grünig       | Martin Soliva     | Ariane Gutknecht        | Nina Nüssli         | Barbara Thuner        |
| 2003          | Martin Soliva        | Marc Pschebizin     | Bernhard Hug      | Tine Tretner            | Nina Nüssli         | Beatrix Blattmann     |
| 2002          | Marc Pschebizin -3-  | Martin Soliva       | Hannes Plattner   | Karin Hiss -3-          | Beatrix Blattmann   | Cathérine Lohri       |
| 2001          | Marc Pschebizin -2-  | Hannes Plattner     | Holger Spiegel    | Karin Hiss -2-          | Bettina Ernst       | Conny Schmiedehaus    |
| 2000          | Stefan Riesen        | Marc Pschebizin     | Martin Soliva     | Karin Hiss              | Silvia Vaupel       | Karin Schuch          |
| 1999          | Marc Pschebizin      | Martin Soliva       | Mark Elliot       | Karin Schuch            | Karin Hiss          | Conny Schmiedehaus    |

### Finisherzahlen
|                   | 2023   | 2023   | 2022   | 2022   | 2021   | 2021   | 2019   | 2019   |
|                   | Männer | Frauen | Männer | Frauen | Männer | Frauen | Männer | Frauen |
| Single Triathlon  | 124    | 23     | 118    | 34     | 147    | 30     | 180    | 30     |
|                   |        |        |        |        |        |        |        |        |
| Halbmarathon      | 222    | 99     | 204    | 71     | 220    | 71     | 374    | 111    |
|                   |        |        |        |        |        |        |        |        |
| Team Trophy Teams | 164    | 164    | 128    | 128    | 99     | 99     | 168    | 168    |

Entwicklung der Finisherzahlen
| Jahr | Single Triathlon | davon Frauen | Team Trophy Teams | davon Damen-Teams | davon Couple-Teams | Halbmarathon | davon Frauen | HM Staffel Teams | davon Damen-Teams | Mürren Fun Triathlon | davon Frauen |
| 2023 | 147              | 23           | 552               | 44                | 140                | 321          | 99           | 48               | 12                | 15                   | 5            |
| 2022 | 152              | 34           | 432               | 48                | 84                 | 275          | 71           | 27               | 6                 | 24                   | 12           |
| 2021 | 177              | 30           | 99                | 11                | 38                 | 289          | 69           | 4                | -                 | 22                   | 10           |
| 2019 | 210              | 30           | 168               | 11                | 69                 | 485          | 111          | 16               | -                 | 33                   | 15           |
| 2018 | 213              | 29           | 166               | 13                | 63                 | 487          | 111          | 15               | 6                 | 46                   | 14           |
| 2017 | 339              | 52           | 164               | 16                | 58                 | 476          | 100          | 11               | 5                 | 50                   | 15           |
| 2016 | 245              | 40           | 176               | 24                | 74                 | 382          | 72           | 9                | 4                 | 67                   | 16           |
| 2015 | 224              | 39           | 172               | 12                | 62                 | 457          | 111          | 12               | 4                 | 60                   | 21           |
| 2014 | 360              | 46           | 218               | 12                | 74                 | 435          | 94           | 13               | -                 | 31                   | 7            |
| 2013 | 291              | 51           | 210               | 16                | 66                 | 448          | 97           | 14               | -                 | 46                   | 17           |
| 2012 | 283              | 36           | 206               | 18                | 56                 | 458          | 93           | 20               | -                 | 50                   | 18           |
| 2011 | 238              | 44           | 193               | 17                | 30                 | 502          | 98           | 20               | 5                 | 38                   | 11           |
| 2010 | 246              | 31           | 186               | 15                | -                  | 406          | 83           | 18               | 6                 | 35                   | 7            |
| 2009 | 275              | 31           | 197               | 18                | -                  | 415          | 80           | 18               | -                 | 43                   | 12           |
| 2008 | 70               | 3            | 227               | -                 | -                  | 345          | 65           | 14               | -                 | 43                   | 7            |
| 2007 | 300              | 45           | 210               | -                 | -                  | 467          | 89           | 12               | -                 | 35                   | 9            |
| 2006 | 183              | 20           | 227               | -                 | -                  | 371          | 56           | 13               | -                 | 31                   | 10           |
| 2005 | 113*             | 6            | 238               | -                 | -                  | 363          | 55           | 24               | -                 | 47                   | 19           |
| 2004 | 199              | 18           | 245               | -                 | -                  | 442          | 63           | 24               | -                 | 49                   | 17           |
| 2003 | 120              | 6            | 251               | -                 | -                  | 490          | 76           | 20               | -                 | 51                   | 21           |
| 2002 | 148              | 8            | 155               | -                 | -                  | 476          | 66           | 19               | -                 | 46                   | 18           |
| 2001 | 150              | 7            | 119               | -                 | -                  | 443          | 54           | 25               | -                 | 39                   | 13           |
| 2000 | 111              | 8            | 67                | -                 | -                  | 414          | 50           | 27               | -                 | 39                   | 16           |
| 1999 | 78               | 12           | 74                | 12                | -                  | 361          | 34           | 21               | -                 | 35                   | 15           |
| 1998 | 104              | 6            | 57                | 9                 | -                  | 305          | -            | -                | -                 | -                    | -            |